# آنتونیو سزارو
کلودیو کاستانیولی (به ایتالیایی: Claudio Castagnoli) کشتی‌گیر حرفه‌ای اهل کشور سوییس است که اکنون با نام کاستانیولی در الیت  فعالیت می‌کند. او آخرین آدم پُل هیمن (به انگلیسی: Paul Heyman Guy) بود که البته اکنون دیگر عضو این گروه نیست.او با نام آنتونیو سزارو یا سزارو در کمپانی دبلیودبلیوئی فعالیت میکرد. سِزارو با پیروزی در یک مسابقه بَتِل رویال در رسلمانیا XXX برنده تندیس آندره دِ جایِنت شد. سزارو یکبار قهرمان کمربند آمریکا شده است. او در ۲۲ فوریه ۲۰۱۵ (میلادی) به همراه تایسون کید در رویداد فست‌لین توانستند برادران اوسوز را شکست دهند و قهرمان کمربند تگ تیم شوند. هم اکنون نیز ایشان با سوپر استار دیگر یعنی شیمس تگ تیم بار (the Bar) را به وجود آورده‌اند که برنده ۶ دوره بهترین تگ تیم شده‌اند. او سرانجام از شیمس جدا شد و به صورت انفرادی کار کرد و بعد از شکست مقابل رومن رینز در رسلمنیا بکلش از دبلیودبلیوئی خداحافظی کرد و در ایونت فوربیدن دور به کمپانی الیت آمد و در آنجا دوبار قهرمان کمربند جهانی ROH شد . کلودیو کاستانیولی یکی از بهترین، اندرریتد ترین، تکنیکی ترین و قویترین کشتی گیران جهان است